# Eric Esch
Eric Scott Esch, soprannominato Butterbean (Bay City, 3 agosto 1966), è un ex pugile e kickboxer statunitense.

## Biografia
Esch nacque ad Atlanta, Georgia, ma si trasferì all'età di 4 anni a St. Johns, Michigan con la sua famiglia, prima di trasferirsi nuovamente ad 11 anni a Jasper, Alabama. Ha avuto un'infanzia difficile; la madre morì quando aveva 8 anni ed egli era spesso vittima del bullismo a scuola, per via del peso.

## Carriera
Nella sua carriera ha disputato ben 91 match di boxe, 7 di kickboxing e 28 nelle arti marziali miste. Ha anche partecipato ad alcuni eventi della World Wrestling Federation, come In Your House 19 e WrestleMania XV, dove ha sconfitto Bart Gunn in trentacinque secondi.

### Pugilato (1993-2013)
Esch iniziò la sua carriera da pugile partecipando al Toughman Contest di Texarkana (Arkansas) nei primi anni novanta. Conquistò per cinque volte il titolo di World Toughman Heavyweight Champion con un record di 56 vittorie (36 per knockout) e 5 sconfitte. Ricevette il soprannome "Butterbean" quando fu costretto a mettersi a dieta (mangiando principalmente solo pollo e fagioli) per raggiungere il limite massimo di peso prefissato per il Toughman (181 kg).
Debuttò come pugile professionista il 15 ottobre 1994, sconfiggendo Tim Daniels ai punti. Presto sviluppò un nutrito seguito di fan e divenne noto nell'ambiente come "King of the 4 Rounders".
Esch mise in fila una sorprendente serie di vittorie, molte per knockout, prima di essere sconfitto al secondo round da Mitchell Rose il 15 dicembre 1995. Butterbean continuò a combattere senza perdersi d'animo e vinse 51 incontri consecutivi, tra cui una prestigiosa vittoria contro Peter McNeeley. Anche se la maggior parte dei suoi avversari erano tecnicamente limitati, Esch salì di livello quando riuscì a sconfiggere il campione IBA Super Heavyweight Ed White il 12 aprile 1997 al Thomas & Mack Center di Las Vegas. Difese il titolo per cinque volte prima di essere sconfitto nel 2000.
In due occasioni Butterbean apparve ad eventi della World Wrestling Federation, combattendo match di pugilato in entrambi i casi. Il 7 dicembre 1997 al ppv D-Generation X: In Your House, egli sconfisse Marc Mero per squalifica. Due anni dopo, Butterbean sconfisse Bart Gunn in appena 27 secondi a WrestleMania XV.
Dopo che la sua serie di vittorie fu interrotta per verdetto unanime da Billy Zumbrun nell'agosto 2001, Esch si dedicò a match meno impegnativi e maggiormente di intrattenimento. Incrociò i guantoni per la prima volta con il cinquantaduenne ex campione del mondo dei pesi massimi Larry Holmes. Anche se Holmes vinse per decisione unanime dei giudici, il risultato del match fu molto controverso e Butterbean si lamentò del verdetto.

### Kickboxing (2003-2009)
Nel 2003 Butterbean iniziò a cimentarsi nella kickboxing quando venne reclutato dalla K-1 e debuttò con una vittoria mettendo knockout al primo round Yusuke Fujimoto a K-1 Beast II 2003 in Giappone il 29 giugno 2003. La K-1 avrebbe quindi voluto organizzare un match tra lui ed Ernesto Hoost, ma Esch declinò l'invito dietro consiglio di un amico che lo aveva messo in guardia circa i progressi e le potenzialità dell'atleta olandese. Decise invece di affrontare Mike Bernardo in un match fuori gara al K-1 Survival 2003 Japan Grand Prix Final di Yokohama, il 21 settembre 2003. Butterbean venne atterrato per due volte da dei low kick prima di essere definitivamente sconfitto nel secondo round.
Nel suo primo incontro di mixed martial arts, il 31 dicembre 2003 Eric Esch sfidò Genki Sudo all'evento K-1 PREMIUM 2003 Dynamite!! di Nagoya, Giappone. Nonostante la grande differenza di peso con il suo avversario molto più leggero di lui, Butterbean fu battuto per sottomissione da Sudo nel secondo round della contesa.
Ritornato alla kickboxing all'evento K-1 Beast 2004 in Niigata del 14 marzo 2004, Butterbean perse per decisione unanime un match contro Hiromi Amada. Avrebbe dovuto affrontare in seguito Bob Sapp, ma l'incontro venne cancellato. Butterbean perse il terzo match di fila nella K-1 durante K-1 Beast 2004 in Shizuoka il 26 giugno 2004, venendo sconfitto dal "gigante" Montanha Silva per decisione unanime.
Partecipando al torneo ad otto uomini di K-1 World Grand Prix 2005 in Hawaii a Honolulu il 29 luglio 2005, Esch mise fine alla sua striscia negativa battendo Marcus Royster per decisione unanime. Nonostante la vittoria, Butterbean si infortunò alla gamba sinistra durante il match e non poté proseguire nel torneo.

### Arti marziali miste (2003-2011)
Avendo perso il suo match di debutto nell'MMA con Genki Sudo, Esch si tuffò a capofitto nello sport e recuperò velocemente credibilità inanellando una striscia di risultati positivi culminanti nella vittoria su Wesley "Cabbage" Correira a Rumble on the Rock 8 il 20 gennaio 2006. Tornò poi a combattere in Giappone nella Pride Fighting Championships a Pride Bushido 12 (26 agosto 2006) perdendo per sottomissione contro Ikuhisa Minowa, un lottatore conosciuto per il suo coraggio nell'affrontare avversari più grossi di lui.
Successivamente Butterbean avrebbe dovuto combattere con Mark Hunt all'evento Pride 32 di Las Vegas ma la Nevada State Athletic Commission non autorizzò il match. Al posto di Hunt, Esch affrontò invece Sean O'Haire vincendo per TKO in meno di trenta secondi.
Lasciando temporaneamente la Pride per competere nella Cage Rage, Eric Esch perse per sottomissione contro Rob Broughton al secondo round del loro match svoltosi a Cage Rage 19 a Londra, Inghilterra, il 9 dicembre 2006. Vinse invece in 43 secondi per knockout contro James Thompson a Cage Rage 20 il 10 febbraio 2007.
Tornò nella Pride in occasione dell'evento Pride 34 svoltosi a Saitama l'8 aprile 2007, dove affrontò Zuluzinho vincendo per sottomissione al primo round.

### Carriera successiva: wrestling ed altro (2007–oggi)
Il successivo match di Butterbean ebbe luogo il 14 luglio 2007 contro il campione in carica Cage Rage World Heavyweight Champion Tengiz Tedoradze a Cage Rage 25, in un match non titolato, dove perse per TKO. In occasione del loro primo evento, la Global Fighting Championships aveva fissato come main event un incontro tra Esch e Ruben Villareal, ma l'evento venne cancellato.
Esch ritornò per breve tempo nella K-1 per scontrarsi con Wesley Correira a K-1 World Grand Prix 2008 in Hawaii del 9 agosto 2008. Vinse Correira per KO al secondo round.
Il 14 settembre 2008, Esch perse per KO al primo round un match per il titolo EBF contro Mark Potter al Syndicte Nightclub di Blackpool, Inghilterra.
Il 28 marzo 2009 Butterbean debuttò nel circuito indipendente del wrestling. In seguito partecipò a svariate convention di fumetti, cinema horror e sci-fi e lottò uscendo vittorioso contro il rapper/attore/wrestler Anthony "One Man Kru" Sanners. Il 29 maggio 2009 Butterbean vinse il titolo Pro Wrestling Syndicate Heavyweight Championship sconfiggendo Trent Acid. Perse poi la cintura contro Kevin Matthews l'8 maggio 2010.
Nel suo ultimo match di kickboxing svoltosi a Moosin II a Seul, Corea del Sud, il 29 luglio 2009, Esch mise KO Moon-Bi Lam in 46 secondi.
Il 3 ottobre 2009, Esch perse con Harry Funmaker, che aveva già affrontato e battuto in altre due occasioni differenti. Alla fine del match annunciò il suo ritiro dal ring. Cambiò però presto idea, e tornò a combattere.
Il 18 settembre 2010, perse contro Mariusz Pudzianowski per sottomissione al primo round all'evento KSW XIV svoltosi a Łódź, in Polonia.
Il 12 ottobre 2010 affrontò Deon West al ppv su internet LFC 43: Wild Thang della MMA, battendolo al secondo round per TKO.
Il 1º aprile 2011, Butterbean tornò al wrestling lottando in coppia con Adam Hadder contro Brutus "The Barber" Beefcake e One Man Kru all'evento di beneficenza Battle Against Drugs registrato per il reality show di Butterbean Big Law. Nel febbraio 2012 apparve a Wrestlerama a Georgetown, Guyana.
In seguito Butterbean sconfisse Dean Storey a Elite 1 MMA: High Voltage il 7 maggio 2011 a Moncton, New Brunswick, Canada, reclamando il titolo dei pesi supermassimi della compagnia. Mandò KO Storey in 24 secondi al secondo round.

## Riferimenti in altri media
Butterbean appare sulla copertina, ed è il boss finale, del videogioco della EA Sports Toughman Contest, pubblicato nel 1995 per Sega Genesis e Sega 32X. Inoltre, venne inserito come personaggio giocabile in tutti i giochi di boxe della EA Sports della serie Knockout Kings, e in Fight Night Champion.
Butterbean è inoltre apparso nei film L'inventore pazzo e Jackass: The Movie.